# Pavonia mutisii
Pavonia mutisii är en malvaväxtart som beskrevs av Carl Sigismund Kunth. Pavonia mutisii ingår i släktet påfågelsmalvor, och familjen malvaväxter. Inga underarter finns listade i Catalogue of Life.